# Pambdelurion
Pambdelurion whittingtoni
Genre
Espèce
Pambdelurion whittingtoni est un organisme nectonique éteint du Lagerstätte de Sirius Passet (Cambrien), dans le nord du Groenland et une espèce du genre Pambdelurion. 

## Présentation

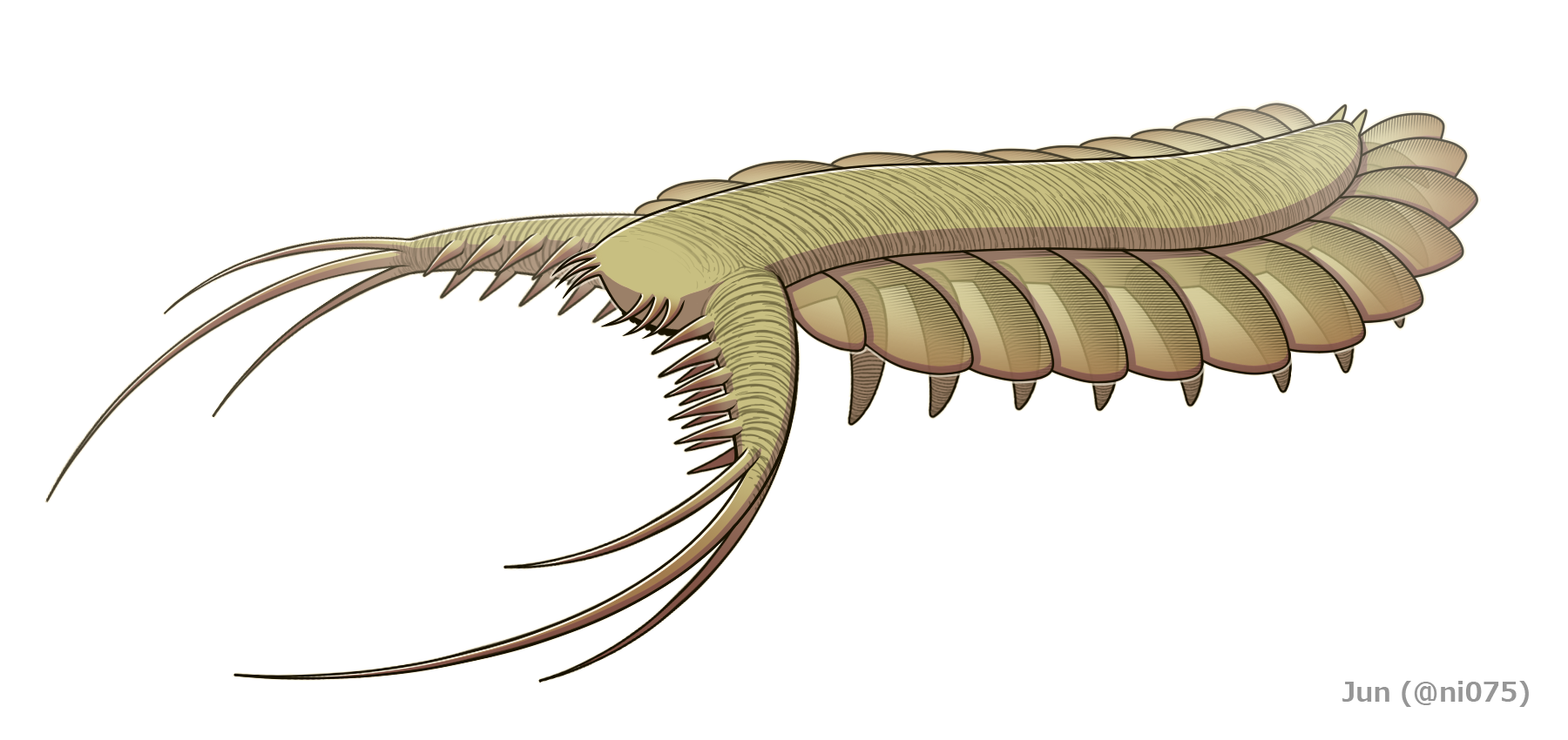
Reconstitution.

Son anatomie suggère fortement qu'il était, comme son parent Kerygmachela kierkegaardi, soit un anomalocaride (en), soit un proche parent de ceux-ci.
P. whittingtoni avait une paire de membres antérieurs massifs qui correspondent aux membres nourrisseurs d'autres anomalocarides. Ces membres antérieurs avaient une rangée d'épines flexibles ressemblant à des cheveux qui correspondaient à chaque segment du membre. Contrairement à K. kierkegaardi, la bouche de P. whittingtoni était relativement grande, bien qu'elle ne semble pas avoir eu de grandes surfaces mordeuses comme celle d’Anomalocaris. P. whittingtoni avait 11 paires de lobes latéraux et 11 paires de pattes de type lobopode relativement grandes. Aucun des spécimens fossiles ne présente de trace suggérant l'existence de cerques ou de lobes caudaux.
Les membres antérieurs massifs, avec leurs rangées d'épines en forme de peigne, suggèrent que P. whittingtoni était planctonivore.